# Saint-Luke (Dominique)
Saint-Luke est l'une des dix paroisses de la Dominique.

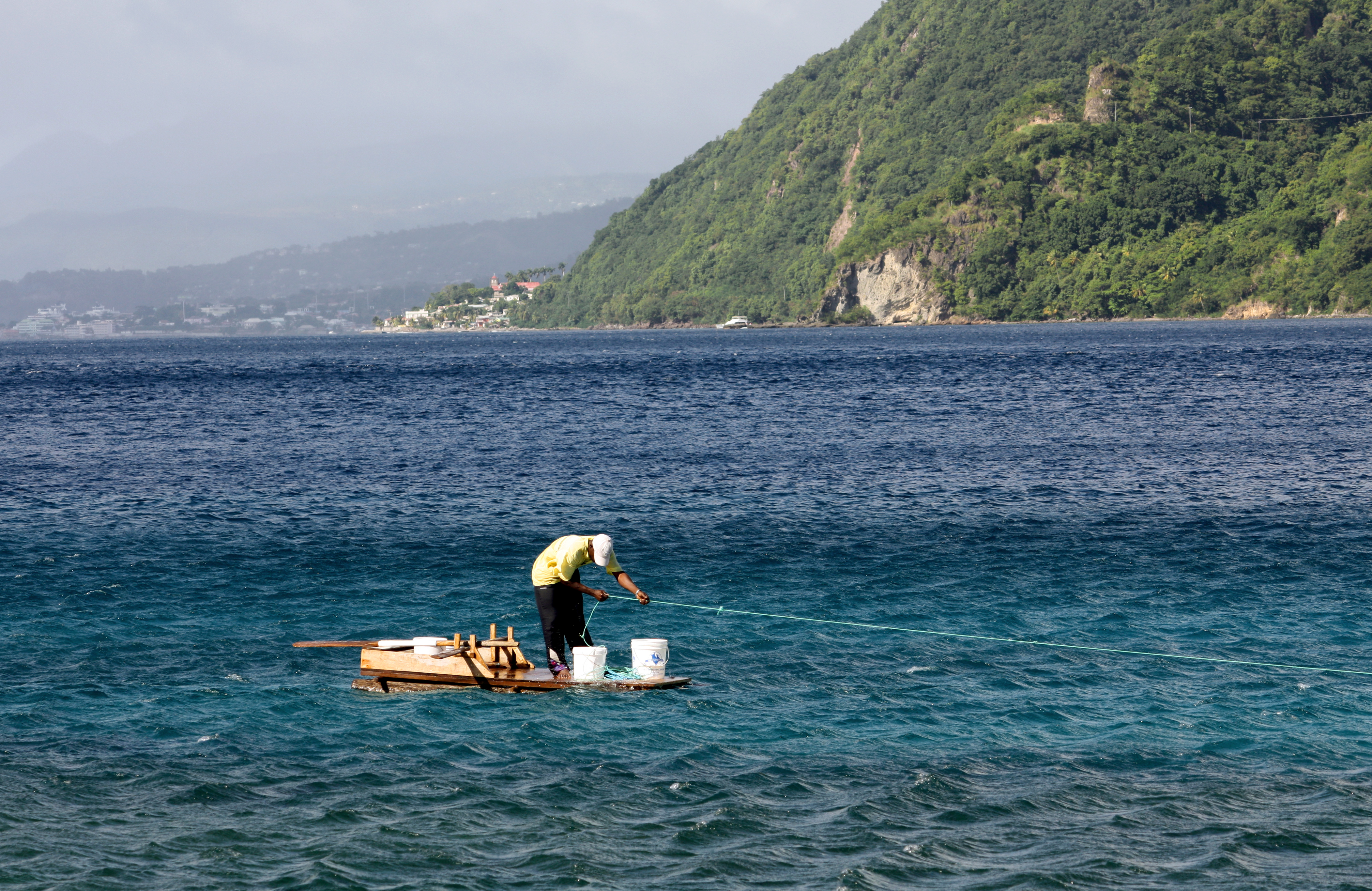
Baie de la Soufrière au large de Pointe-Michel

Il s'agit de l'une des plus petites paroisse du pays, tant en superficie qu'en population.
Pointe Michel est la seule communauté de la Paroisse.